# Rue Chauchat
La rue Chauchat est une voie du 9e arrondissement de Paris, en France.

## Situation et accès
La rue Chauchat est une voie publique située dans le 9e arrondissement de Paris. Elle débute au 4, boulevard Haussmann et se termine au 42, rue La Fayette.
Le quartier est desservi par la ligne 7 à la station Le Peletier et par les lignes 8 et 9 à la station Richelieu - Drouot.

## Origine du nom

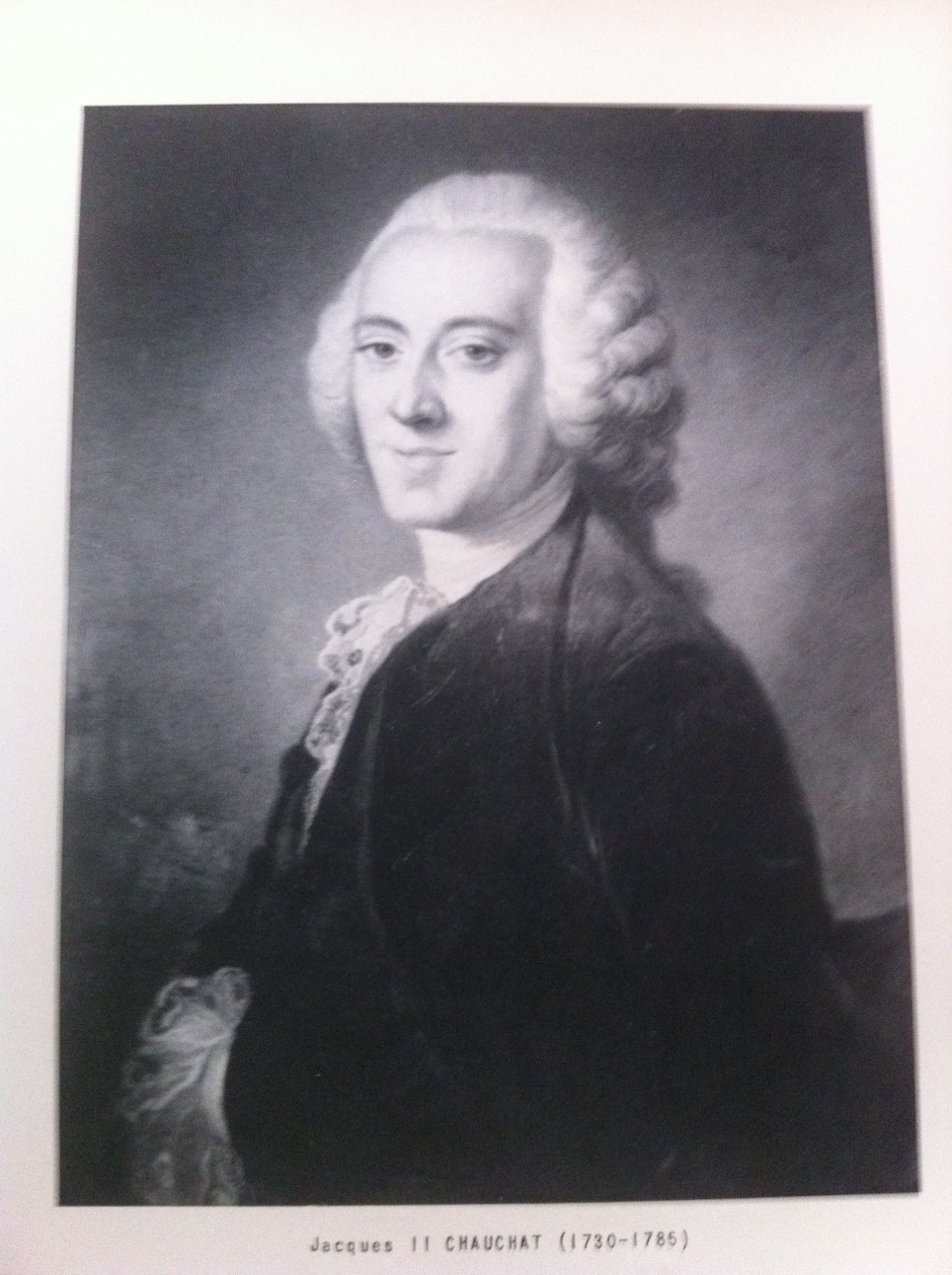
Portrait de Jacques Chauchat (1730-1785), échevin de Paris sous Louis XVI.

Elle doit son nom à Jacques Chauchat, écuyer, conseiller du roi, quartinier, avocat au Parlement de Paris puis échevin de Paris de 1778 à 1780.
Jacques II Chauchat (né à Paris en 1730 et mort à Paris en 1785) est le fils de Jacques Ier Chauchat (né à Saint-Vincent [dans l'actuel Puy-de-Dôme] en 1691 et mort à Paris en 1769). Écuyer, avocat au Parlement de Paris, quartenier du quartier de la place Royale (actuelle place des Vosges) en 1757, il est élu échevin de la ville de Paris en 1778. Cette charge lui conférait la noblesse héréditaire, en vertu de l'édit du roi Louis XV du mois de juin 1716.
Jacques II Chauchat se rendit à Versailles en carrosse à quatre chevaux blancs pour être reçu par Louis XVI, le 25 août 1778, à 10 heures. Après la messe du Roi, celui-ci le reçut en audience pour recevoir son allégeance et valider son élection.
« […] le Sieur Chauchat, la main droite sur le crucifix que tenait Sa Majesté sur ses genoux, a fait le serment accoutumé […] puis s'est retiré en faisant 3 profondes révérences. »

## Historique[2]
La première partie de la rue fut percée en octobre 1779, par les soins de Jean-Joseph de Laborde, seigneur de la Ferté. Elle allait de la rue Chantereine (aujourd'hui rue de la Victoire), à la rue de Provence. Le terrain appartenait alors à Jean-Joseph de Laborde, qui fit la demande d'y ouvrir une rue.
Une deuxième partie fut percée en 1821, au moment de la construction de l'opéra Le Peletier, et son passage de l'Opéra, qui donnait à la fois dans la rue Chauchat et dans le boulevard des Italiens.
Cette deuxième partie prolongea la rue Chauchat jusqu'à la rue Pinon (aujourd'hui rue Rossini). La troisième et dernière partie, encore plus au sud, a prolongé la rue jusqu'à l'actuel embranchement du boulevard Haussmann et du boulevard des Italiens.
Le passage le plus connu des alentours de l'opéra Le Peletier (1821-1873) était celui qui s'ouvrait sur le boulevard des Italiens et aboutissait rue Chauchat. Il disparut lors du prolongement du boulevard Haussmann. Il s'y trouvait un coiffeur célèbre, Gélis, fréquenté par Sardou, Berlioz, Hugo, Balzac, Chateaubriand ou Girardin. Des toiles ou des dessins de Courbet, Vernet, Daumier étaient accrochées dans le salon. Les artistes se faisaient couper les cheveux chez Gélis et lui laissaient une œuvre en souvenir. S'y trouvaient également un kiosque où on vendait les journaux de province et de nombreux journaux étrangers, un restaurant italien, une brasserie belge, une salle de spectacle, un panorama, un arquebusier.
La rue Chauchat a été prolongée jusqu'au passage en 1875, et ensuite jusqu'au boulevard Haussmann. Les terrains de cette dernière partie ont appartenu successivement à Charles-Guillaume Lenormant d'Étioles, mari de madame de Pompadour, puis à Morel de Vindé, pair de France et membre de l'Institut.
Le 6 juillet 1819, la première femme aéronaute professionnelle, Sophie Blanchard, s'écrasa avec son ballon à hydrogène au coin de la rue de Provence et de la rue Chauchat.
Elle accueille en 1843 le deuxième temple luthérien de Paris, l'église luthérienne de la Rédemption de Paris, longtemps siège de l'Église évangélique luthérienne de France et aujourd'hui membre de l'Église protestante unie de France. L'architecte François-Christian Gau, qui construisit le temple, eut l'idée originale de conserver la voûte d'entrée des Halles de l'octroi (bâties en 1821), et d'installer le fronton du temple sous cette voûte.
Le marquis de Rochegude, dans ses Promenades dans toutes les rues de Paris, affirme que le temple protestant fut établi là après le mariage, en 1837, de la duchesse d'Orléans, pour lui éviter d'aller rue des Billettes, où était alors le seul temple luthérien de Paris (1821), mais où, selon la police, l'étroitesse des rues du Marais ne garantissaient pas la protection de la duchesse. Les obsèques du Baron Haussmann eurent lieu dans ce temple, le 15 janvier 1891.

## Bâtiments remarquables et lieux de mémoire

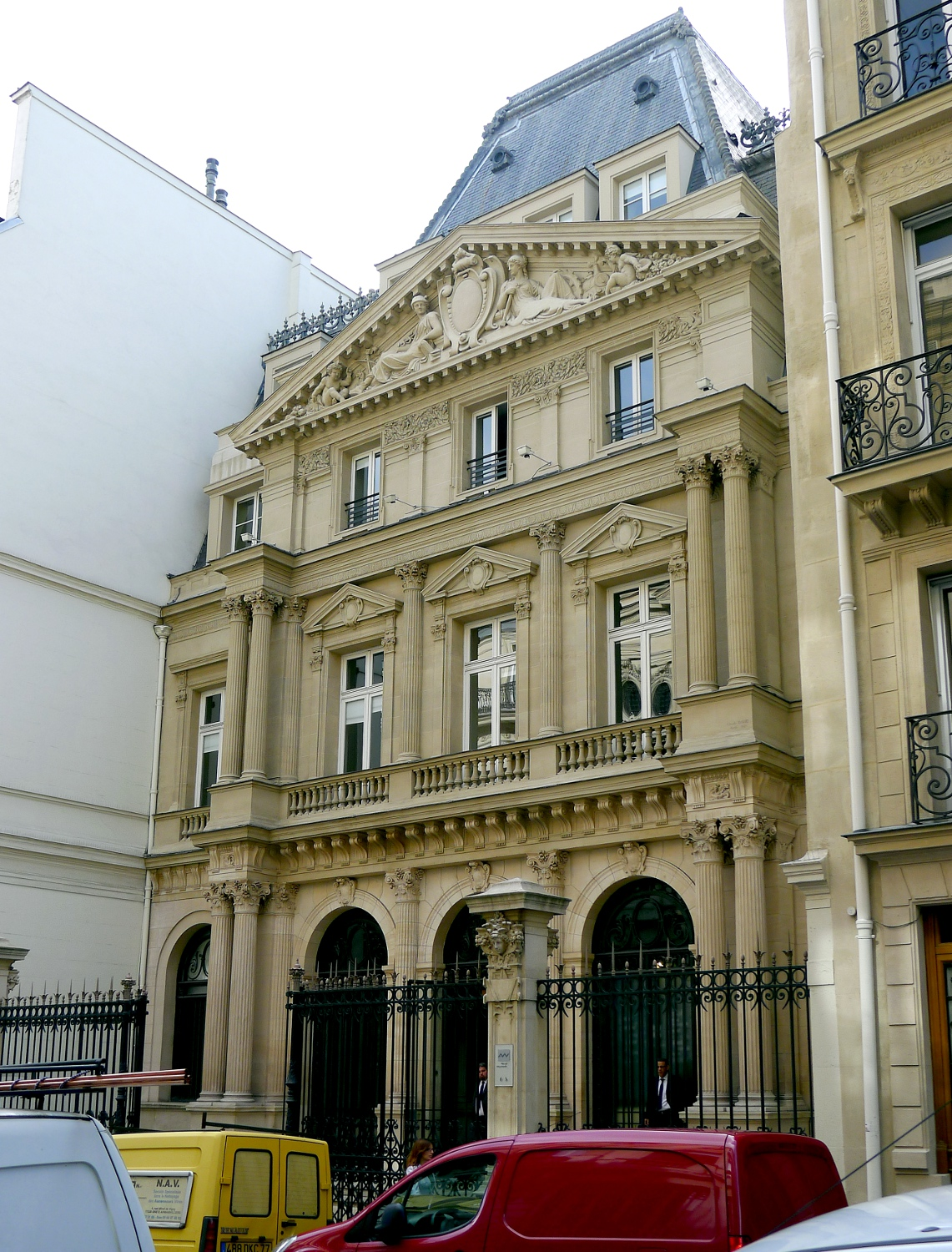
No 6.

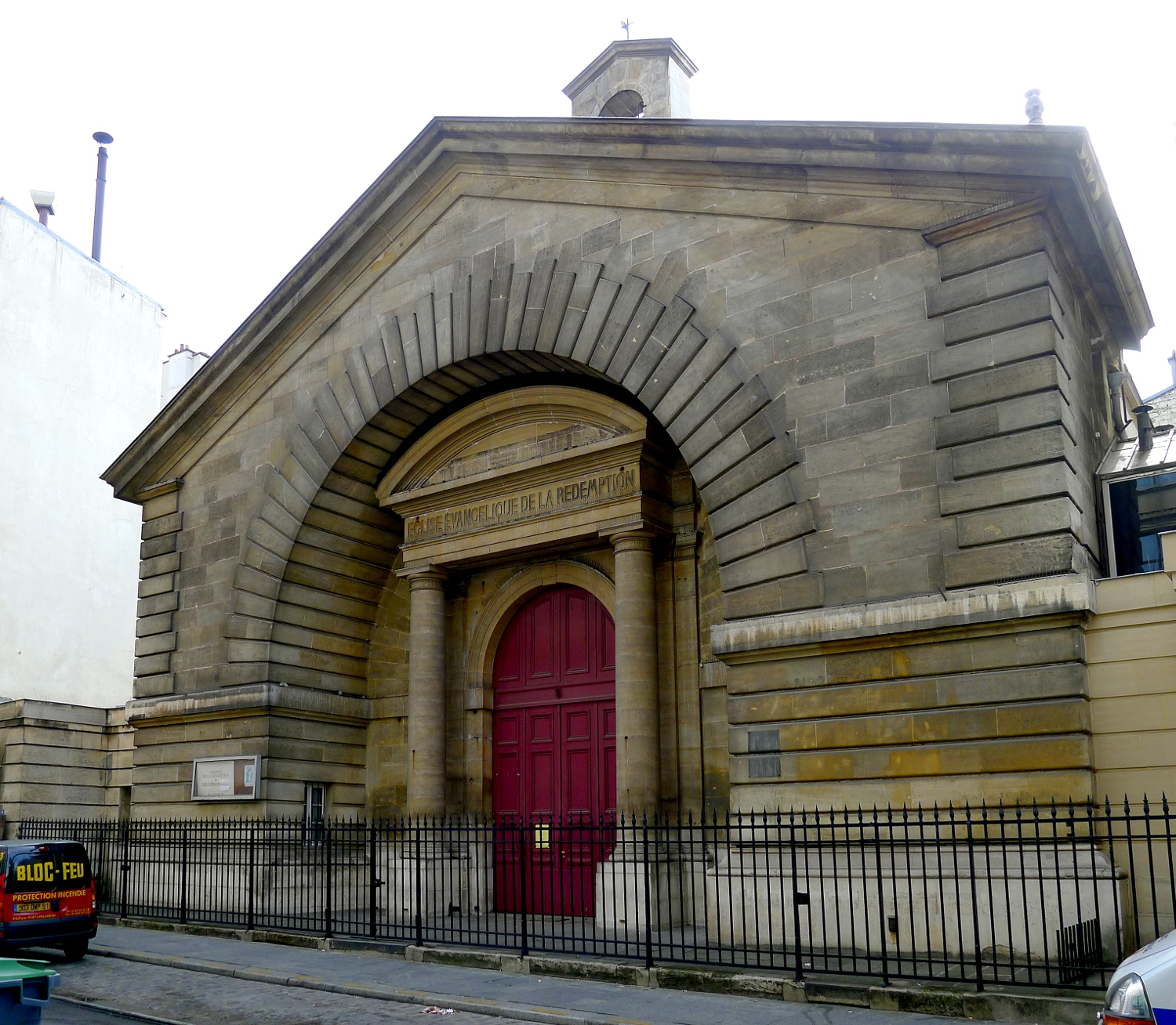
No 16 : église luthérienne de la Rédemption.

Madame Hamelin, femme d'esprit du XIXe siècle, amie et amante de nombreuses personnalités politiques et littéraires (Bonaparte, Talleyrand, Chateaubriand, Hugo), habita dans une maison rue Chauchat avec son époux Romain Hamelin, après avoir quitté la rue Taitbout.
- No 6 : ancien hôtel particulier de style néo-Renaissance construit en 1879 par l’architecte Claude David[9]. La banque Nicolas-Cordier y est alors établie[10]. En 1895, à la suite d’une souscription, la Société des anciens élèves des écoles d’Arts et Métiers en fait l’acquisition et le bâtiment est alors inauguré par le président de la République de l’époque, Félix Faure[11].  En 1938, ce « vaste immeuble » de 486 m2, « convenant plus particulièrement à banque, administration, compagnies d’assurances, avec chambres fortes, coffres-forts, avec compartiments particuliers », est mis en vente au palais de Justice de Paris avec une mise à prix à 3 000 000 francs[12].
- No 7 : le siège de la Banque de l’Union parisienne (BUP) se trouvait à ce numéro.
- No 16 : église luthérienne de la Rédemption de Paris. L’église occupe l’ancienne halle de l’octroi, construite par l’architecte Adrien-Louis Lusson, entre 1821 et 1825. En 1837, elle est supprimée et transférée rue de la Douane[13].
- No 19 : à l'emplacement de l'actuel bureau de poste (angle rue Chauchat et rue de Provence) se trouvait la galerie Bing, marchand d'art et négociant en porcelaines et objets d'art du Japon et de la Chine, fondée en 1884. En 1895, il rebaptise sa galerie Maison de l'Art nouveau et y expose des œuvres d'artistes. L'immeuble est détruit en 1922 pour faire place à une construction Art déco dès 1924[14].
- No 22 : les éditions musicales Édouard Salabert, et son fils, Francis Salabert, se trouvaient à ce numéro.
- No 23 (et 42, rue La Fayette) : immeuble construit par Eugène Viollet-le-Duc en 1863-1865, inscrit à l'inventaire des Monuments historiques[15].
- No 24 : siège du journal Le Siècle (1836-1932), monarchiste puis républicain.

## La rue Chauchat dans la culture
- Alexandre Dumas dans Mes Mémoires fait de la rue Chauchat, dans laquelle un homme est mort, le lieu de l'invasion du choléra à Paris[16].
- Dans le roman d'Honoré de Balzac La Cousine Bette, Josépha, jeune et belle cantatrice juive, demeure rue Chauchat, décrite comme la rue des artistes de l'Opéra.
- La rue Chauchat est citée dans la chanson Ell' prend l'boul'vard Magenta, écrite par Vincent Scotto et Gitral, composée par Scotto et interprétée par Félix Mayol en 1916[17].
- La rue Chauchat est mentionnée comme étant le lieu d'un « bordel » dans L'Europe buissonnière d'Antoine Blondin.

## Galerie de photos

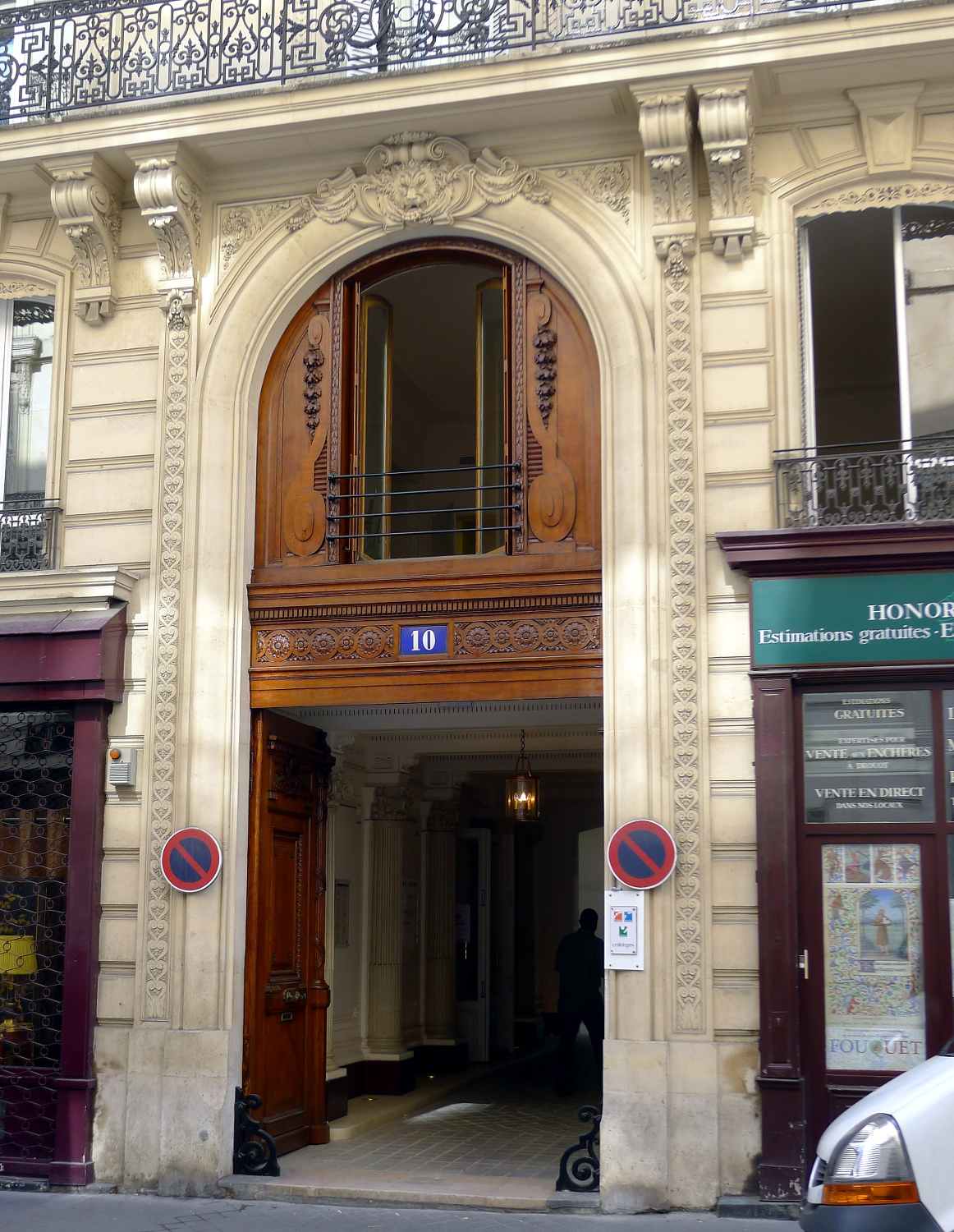
No 10.
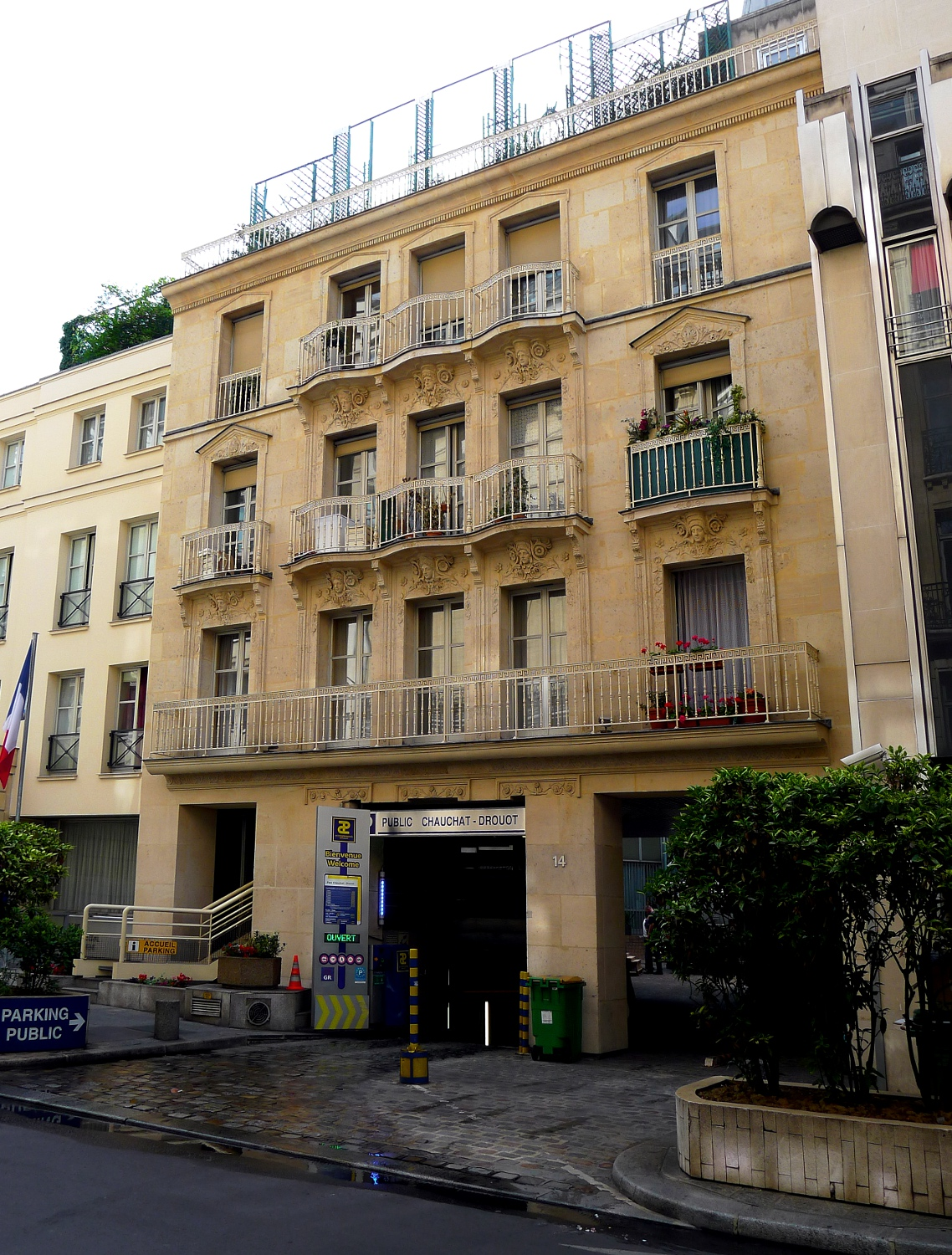
No 14.